# Nujood Ali
Nujood Ali (1998) é uma ativista iemenita, figura central no movimento yemení contra o casamento forçado. Aos dez anos de idade, obteve um divórcio e rompeu com a tradição tribal de seu país. Em novembro de 2008, a revista feminina Glamour nomeou a Ali e a sua advogada Shada Nasser Mulheres do Ano.
Shada Nasser, nascida em 1964, é uma feminista e especialista em direitos humanos. Recebeu grandes louvores por sua participação no caso de Ali.

## Biografia
Nujood Ali tinha dez anos de idade quando seus pais arranjaram um casal entre ela e Faez Ali Thamer, um homem de trinta anos. Em 2 de abril de 2008, dois meses após o casamento, e ser violentada e espancada por seu esposo, Ali escapou e dirigiu-se diretamente a um tribunal para tratar de obter um divórcio, seguindo o conselho da segunda esposa de seu pai. Após uma espera de meio dia, um juiz, Mohammed al-Għadha, quem encarregou-se de dar-lhe um refúgio temporário, notificou-lhe que seu pai e seu esposo tinham sido notificados pela justiça.
Shada Nasser aceitou defender Ali. Para a advogada, foi a continuação de uma batalha que tinha começado quando instalou sua consultório profissional em Saná, em 1990; foi o primeiro escritório legal em Iêmen dirigida por uma mulher. Seus clientes eram mulheres prisioneiras que precisavam de seus serviços.
As leis de Iêmen permitem que as meninas de qualquer idade contraiam casamento, mas proíbe que mantenham relações sexuais durante um tempo indefinido, até que sejam consideradas "aptas" para as levar a cabo. Na corte, Nasser declarou que o marido de Ali quebrantou a lei, já que a menina foi violada. Ali recusou a proposta do juiz de voltar a viver com seu esposo dentro de três ou cinco anos. Em 15 de abril de 2008, a corte outorgou-lhe o divórcio.
Após o julgamento, Ali regressou a viver com sua família num subúrbio de Sanaá. No outono de 2008, retomou seus estudos e planeja converter-se em advogada.  Em 2009, Ali publicou suas memórias, Moi Nojoud 10 Ans Divorcee (Eu Sou Nojoud, 10 Anos e Divorciada), com o objetivo de que os lucros das vendas internacionais do livro ajudassem a pagar seus estudos; no entanto, não assistiu à escola com regularidade. Em março de 2009, as autoridades iemenitas retiveram-lhe o passaporte a Ali pela imagem negativa internacional que estava a receber o país depois de inteirar de seu caso; por estas circunstâncias, a menina não pôde assistir à cerimônia de entrega do prêmio à Mulher do Ano, levada a cabo em Viena, Áustria. Os meios de comunicação também se questionaram se as regalias do livro realmente chegavam à família.
Em 2010, a família de Ali mudou-se a uma nova residência de dois andares, que adquiriu com a ajuda de seu editor francês, e abriu uma mercearia no térreo do edifício. Nesse momento, tanto Ali como sua irmã menor assistiam jornada completa a uma escola privada. Já que os editores de Ali não puderam lhe pagar diretamente já que está proibido pelas leis de Iêmen, aceitaram lhe dar mil dólares por mês a seu pai até que cumpra dezoito anos de idade, para ser usados em benefício dela e sua educação.
A versão em inglês de suas memórias publicou-se em março de 2010. O colunista Nicholas Kristof de The New York Times louvou a obra e seu objetivo de aumentar a consciência para os problemas sociais como o terrorismo, associado com a poligamia e o casamento infantil, dizendo: "As meninas pequenas como Nujood são mais efetivas que os mísseis para vencer aos terroristas". De fato, acha-se que a publicidade que rodeou o caso de Ali inspirou outras anulações de casamentos infantis, incluindo a de uma menina de oito anos da Arábia Saudita que conseguiu se divorciar de um homem de meia idade em 2009, depois de que seu pai a tinha obrigado a se casar no ano anterior por uma soma de aproximadamente treze mil dólares.
Em 2013, Ali informou aos meios de comunicação que seu pai a tinha jogado de sua casa, e que tinha gasto a maior parte do dinheiro de seu livro. Também informou que arranjou um marido para sua irmã menor, Haifa.

## Leitura complementar
- I Am Nujood, Age 10 and Divorced, Nujood Ali with Delphine Minoui, Nova York, 2010 (ISBN 978-0307589675)
- Rozenn Nicolle "A petite divorced of Yemen", Libération, 31 de janeiro de 2009
- "A Yemeni 10 years among women of the year," Lhe Nouvel Observateur, 11 de novembro de 2008
- Delphine Minoui, "Nojoud, 10 years, divorced in Yemen", Lhe Figaro, 24 de junho de 2008
- Cyriel Martin, "Yemen: a girl of 8 years gets a divorce," Lhe Point, 16 de abril de 2008
- Carla Power, "Ali & Nujood Shada Nasser: The Voices for Children," Glamour, dezembro de 2008